# Non dirlo a nessuno (film 2006)
Non dirlo a nessuno (Ne le dis à personne) è un film del 2006 diretto da Guillaume Canet.
Il soggetto è tratto dall'omonimo romanzo di Harlan Coben.
È stato candidato a nove Premi César, vincendone quattro: miglior regista, migliore attore per François Cluzet, miglior montaggio e miglior colonna sonora.

## Trama
Alexandre Beck e sua moglie Margot vanno al lago Charmaine per celebrare l'anniversario del loro primo bacio, incidendo la diciannovesima tacca in un cuore intagliato sulla corteccia di un albero. Cala la sera e i due fanno il bagno raggiungendo una grossa zattera. Dopo una breve discussione, Margot si tuffa e raggiunge il pontile, scomparendo e lanciando un grido: Alex si precipita in suo aiuto, ma una volta raggiunta la scaletta viene colpito da due colpi che lo mettono fuori combattimento.
Otto anni dopo, il dottor Beck, pediatra di un ambulatorio parigino, riceve un messaggio mail anonimo alla vigilia del ventisettesimo anniversario, con la richiesta di un appuntamento. Per l'uomo, ormai vedovo, si riapre la speranza di rivedere in vita la moglie. All'appuntamento una donna si lascia riprendere da una telecamera pubblica e sembra essere proprio Margot.
Le indagini sulla morte della donna si erano da poco riaperte a causa del ritrovamento dei cadaveri sepolti di due uomini nei pressi del luogo del delitto. Ha sempre meno credito l'ipotesi iniziale, che attribuiva il delitto a un serial killer, ma gli inquirenti, pur ritornando sul marito, sono sostanzialmente in alto mare.
Gli eventi precipitano quando una misteriosa banda, anch'essa sulle tracce di Margot, uccide dopo un inutile interrogatorio la miglior amica di questa, Charlotte, mettendo nei guai Alex, sul quale ricadono tutti i sospetti. Questi, per andare all'appuntamento datogli via mail dalla persona che lui spera sia la moglie, sfugge all'arresto poi, braccato dalla polizia, si affida alla protezione di Bruno, un malvivente cui aveva curato il figlio. Margot, effettivamente viva, vede il marito pedinato e rinuncia all'incontro. Alex, intravistala, la insegue, ma viene catturato. L'intervento provvidenziale di Bruno salva l'uomo, ma ormai la moglie, avvertito il pericolo, è intenzionata a scomparire di nuovo.
L'azione del suo avvocato, la tenacia dell'abile ispettore Levkowitch e l'affetto dell'amica Hélène permettono ad Alex di rimettere insieme i pezzi del complicato mosaico, almeno fino al punto cui è possibile arrivare. Il pieno coinvolgimento del suocero Jacques Laurentin è una certezza per cui, con un microfono addosso e la protezione della polizia, Alex si reca dal personaggio chiave di questa misteriosa vicenda e, effettivamente, ottiene la sua confessione.
Laurentin racconta che Margot, per aver scoperto che il figlio del potentissimo Neville abusava di alcuni minorenni, venne da questi pestata perché tacesse. Chiamato per soccorrerla, all'insaputa del marito e di tutti gli altri, Laurentin, in un eccesso di difesa della figlia, uccise il ragazzo col suo fucile e poi ne occultò il corpo. A Neville furono subito chiare le responsabilità di Margot sulla morte del figlio e così decise di farsi giustizia ingaggiando due killer che Laurentin poi ripagò perché non la uccidessero. L'uomo fu poi costretto ad eliminare i due sicari, nonché a procurarsi un cadavere sfigurato per farlo passare per quello della figlia, al riconoscimento della quale fu chiamato lui stesso. Fece scappare poi la figlia facendole credere che il marito fosse morto, il tutto per salvarle la vita. Laurentin rivela anche altre malefatte di Neville tra le quali l'uccisione del padre stesso di Alex.
Alex consegna alla polizia il memoriale scritto di Laurentin, proprio mentre questi si suicida. Il caso è chiuso, ma mentre Alex sta tornando in riva al lago Charmaine dove ritroverà la sua Margot, scopriamo che, in precedenza, eludendo l'ascolto della polizia, Laurentin aveva svelato al genero che il giovane Neville, in realtà, era stato ucciso proprio da sua figlia.

## Remake
Miramax e Focus hanno acquisito i diritti per realizzare un remake in inglese.

## Riconoscimenti
- Premi César 2007
  - Miglior regista
  - Migliore attore (François Cluzet)
  - Miglior montaggio
  - Miglior colonna sonora
- Premi Lumière 2007
  - Miglior film
  - Premio del pubblico mondiale.